# ヤマハ・MT-01
MT-01（エムティーゼロワン）とは、かつてヤマハ発動機が主にヨーロッパ市場に向けて生産していた輸出用のオートバイである。

## 概要
1999年、モーターショーなどで各媒体に向け発表したコンセプトモデルMT-01「鼓動」のコンセプトを踏襲し、その名が示すように大型Vツインエンジンらしい鼓動感を楽しめる「ソウルビートVツインスポーツ」をキーワードとして開発が行われた。
XV1700系に搭載される総排気量1,670 ccの空冷V型2気筒エンジンを基本としつつも、クルーザーでは得られない軽快なスポーツ性を失わないためにセラミックメッキシリンダーや鍛造ピストン、⌀40 mmのダウンドラフト型インジェクションといったスポーツ車と同様の技術を投入し、吸排気系統やクランクといった構成部品の90 %にのぼる部品が新設計され、ネイキッドバイクに搭載されるエンジンとしては異例の最高出力を4,750 rpmで発生させる個性的なエンジンに生まれ変わった。また、EXUPが、V型2気筒エンジンとして初めて採用され、本機種の特徴である低回転域のトルクや鼓動感の向上に貢献している。
エンジンで鼓動を発生させるだけでなく、コンセプトであるその鼓動を楽しむための演出として車体に対しても様々なアプローチが試みられた。ビッグVツインエンジンの存在感を損なわないデザインがなされたアルミダイキャストフレームはシリンダーヘッド部とクランクケース部でリジッドマウントされ、エンジンの爆発をダイレクトに感じられるよう設計がなされた。
前後サスペンションはフロントに⌀43 mmの倒立式サスペンション、リヤには2分割溶接構造の逆トラス形状リヤアームが採用され、ショックアブソーバーはリンクを介して横向きに搭載されている。ホイールはハブよりもリムの方が広くなる特徴的な形状をしており、エンジンのドライブスプロケットが右側に配置されている兼ね合いから、リヤホイールに関しては一般的なドリブンスプロケットとブレーキディスクの配置と異なり、右側にドリブンスプロケット、左側にリアブレーキディスクが搭載されている。

## 仕様沿革
2004年、ドイツで開催されていた第4回インターモトミュンヘン2004においてMT-01が正式に発表、展示が行われた。
日本国内においては2004年9月21日にプレストより販売調整中との発表が行われ、2005年2月14日には2005年入荷分がオフィシャルショップからの受注で完売した旨が発表された。

### 2005年仕様
以下のカラーバリエーションで発売された。
- ██ベリーダークバイオレットメタリック1
- ██シルバー3

### 2006年仕様
カラーバリエーションが以下のように改められた。
- ██グレイッシュブルーメタリック4
- ██ベリーダークバイオレットメタリック1
- ██シルバー3

### 2007年仕様
カラーバリエーションが以下のように改められた。
- ██ブルイッシュホワイトカクテル1
- ██ダークレッドメタリックK
- ██ブラックメタリックX

### 2008年仕様
カラーバリエーションが以下のように改められた。
- ███シルバー8
- ██ブルイッシュホワイトカクテル1
- ██ブラックメタリックX

### 2009年仕様
特別仕様車として限定カラーリングと前後サスペンションにオーリンズ製ショックを採用したMT-01Sが発売されるとともに、通常仕様車ではカラーバリエーションが以下のように改められた。
- ███ニューパールホワイト＆ビビッドレッドカクテル1（MT-01S専用色）
- ██ダークグレイメタリックG
- ██ブラックメタリックX

2009年仕様が最後の車両となり、生産は終了している。

## リコール
- 2006年12月7日、スロットルポジションセンサーの不具合が発見され、報告がなされた[11]。
- 2007年9月12日、リヤサスペンションアームの防錆処理に不具合が発見され、報告がなされた[11]。
- 2008年9月11日、ミラーの耐候性に不十分な点が発見され、報告がなされた[11]。

## 参考画像

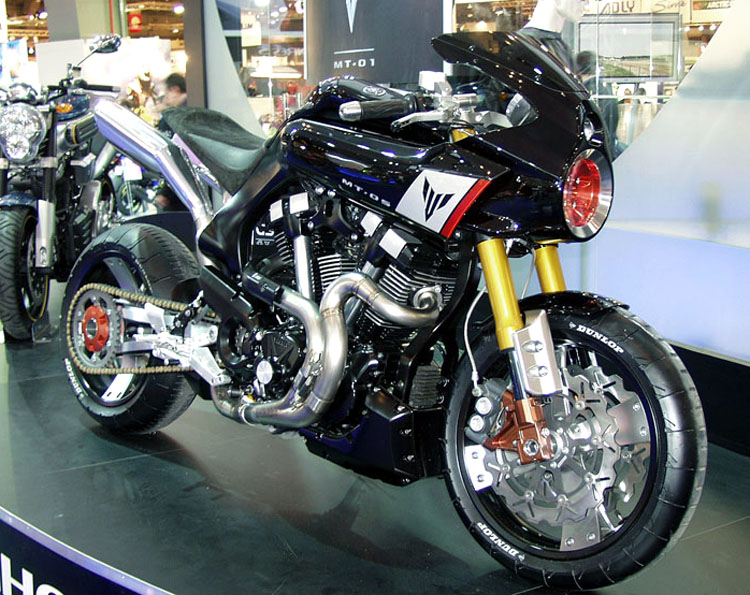
Yamaha MT-0S プロトタイプ
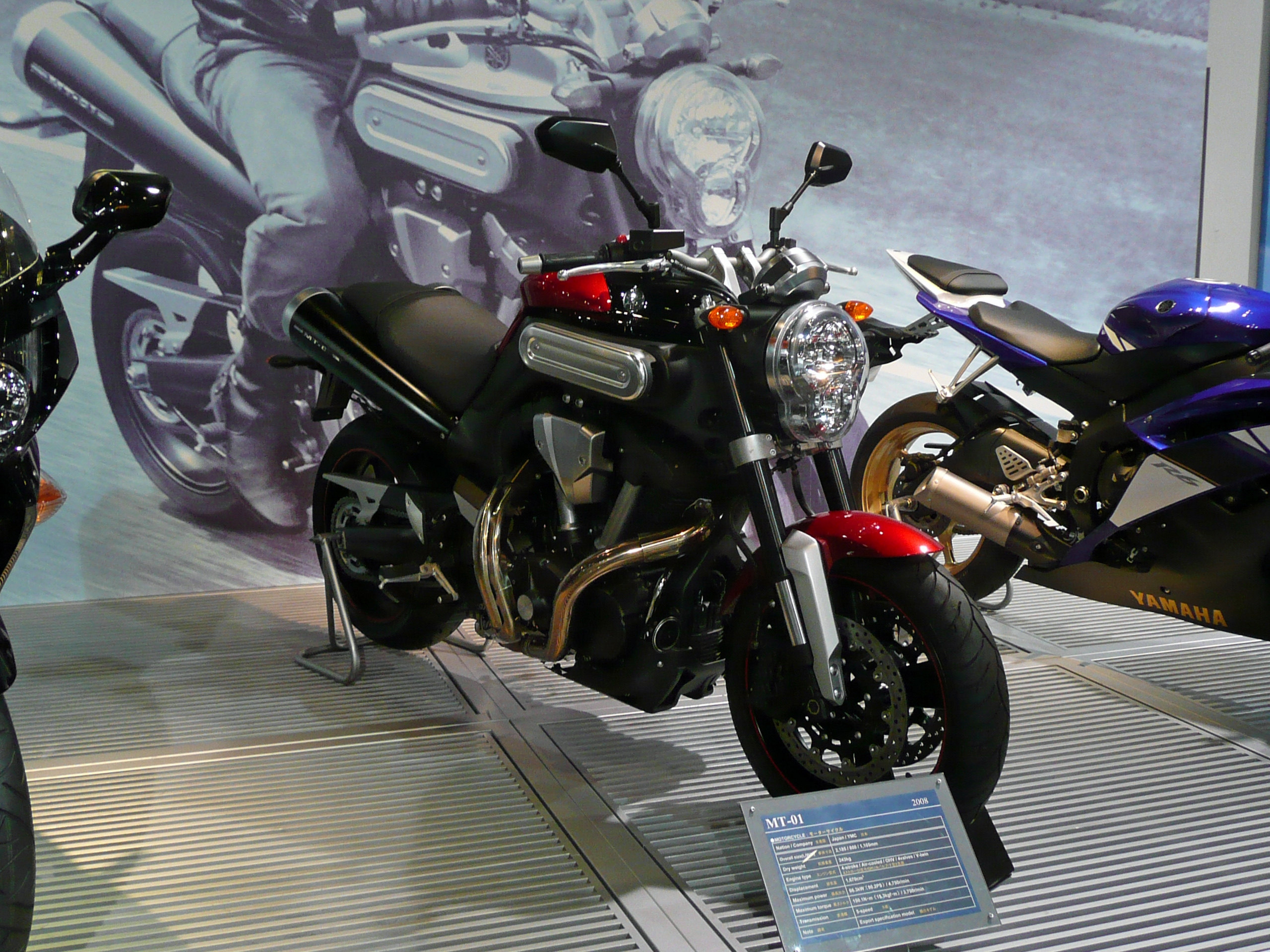
ヤマハコミュニケーションプラザ展示車両
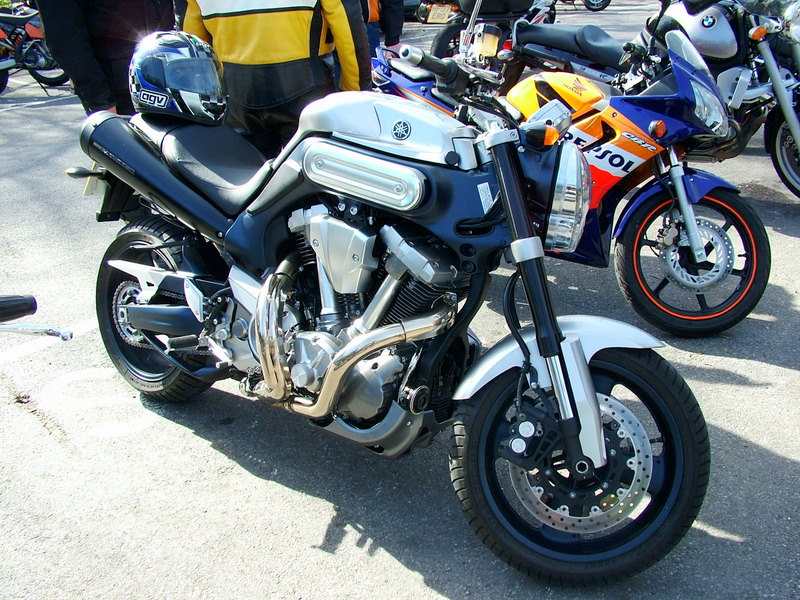
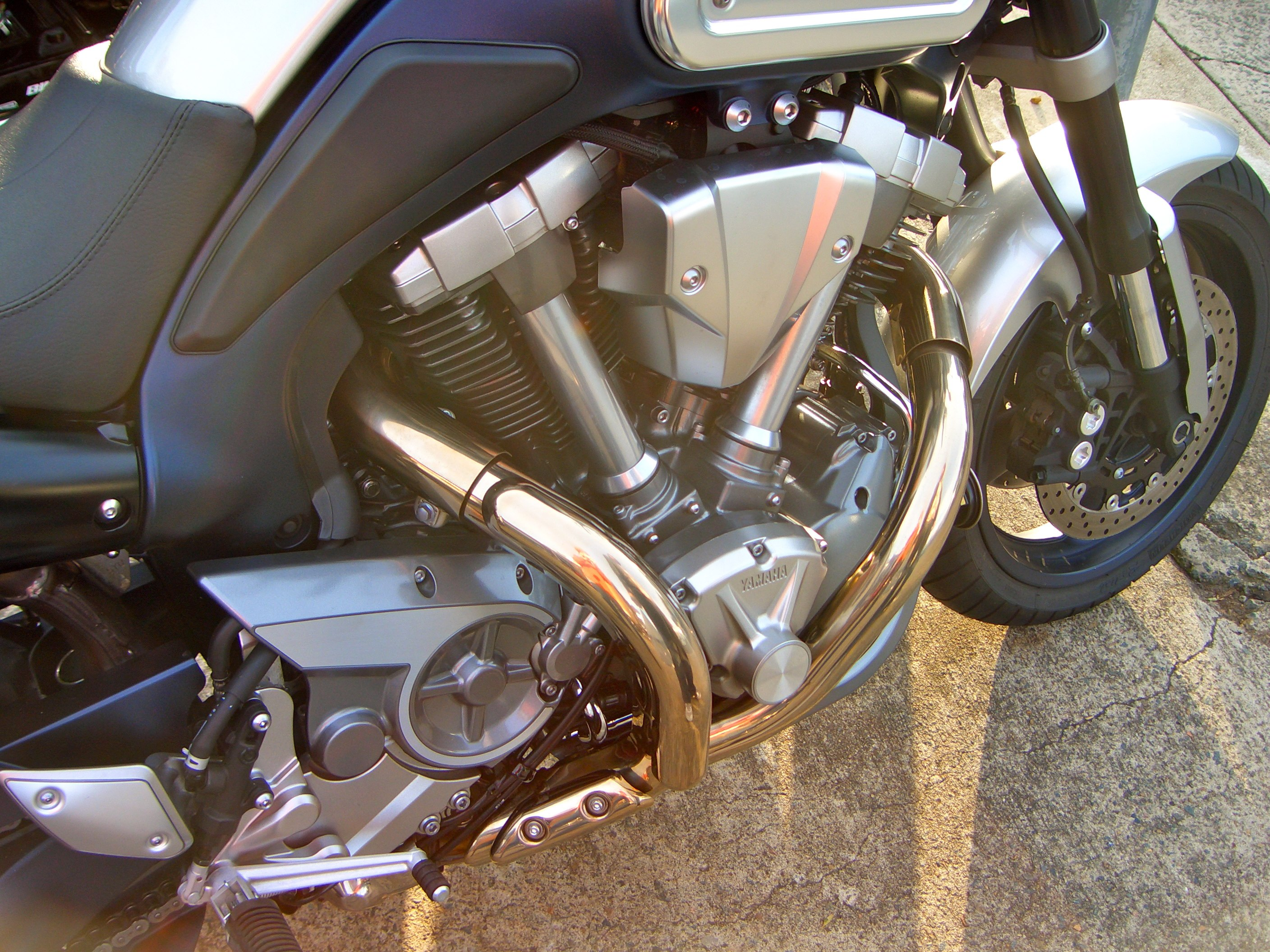
搭載される1670 cc空冷V型2気筒エンジン